# Un paraíso bajo las estrellas
Un paraíso bajo las estrellas es una película de Gerardo Chijona que obtuvo el premio a la mejor banda sonora en el Festival Internacional del Nuevo Cine Latinoamericano.

## Argumento
Sissy quiere ser bailarina en el club Tropicana pero su padre le prohíbe que lo haga a causa de su rencor contra Armando, su antiguo rival y coreógrafo en el club nocturno. 